# Hexatoma (Eriocera) minensis
Hexatoma (Eriocera) minensis is een tweevleugelige uit de familie steltmuggen (Limoniidae). De soort komt voor in het Palearctisch gebied.